# الساندرو مندینی
الساندرو مندینی (به ایتالیایی: Alessandro Mendini) (زادۀ ۱۶ اوت ۱۹۳۱ میلادی - درگذشتۀ ۱۸ فوریه ۲۰۱۹ میلادی) یک طراح و معمار ایتالیایی بود. او نقش مهمی در توسعۀ طراحی ایتالیایی، پست مدرن و رادیکال ایفا کرد. او علاوه بر فعالیت هنری خود، برای مجلات «کازابلا»، «مودو» و «دوموس» نیز کار کرد.
شخصیت طراحی او با علاقه شدید او به آمیختن فرهنگ‌های مختلف و اشکال مختلف بیان مشخص می‌شود؛ او گرافیک، مبلمان، دکوراسیون داخلی، نقاشی و معماری خلق کرد و چندین مقاله و کتاب نوشت. او به عنوان یکی از اعضای مشتاق هیئت داوران در مسابقات معماری برای طراحان جوان شهرت داشت. او در دانشگاه میلان تدریس کرد.
مندینی در میلان متولد شد. او در سال ۱۹۵۹ میلادی در رشتۀ معماری از دانشگاه پلی‌تکنیک میلان فارغ‌التحصیل شد و به عنوان طراح با مارچلو نیتزولی کار کرد. او سردبیر مجلۀ دوموس از سال ۱۹۷۹ تا ۱۹۸۵ میلادی بود و چشم‌انداز طراحی مدرن را از طریق آثار اساسی پست‌مدرنیسم خود، مانند صندلی راحتی پروست و موزۀ خرونینگر، تغییر داد. درست همان‌طور که آثار دوره رنسانس بیانگر ارزش‌ها و حساسیت‌های انسانی بودند، مندینی در وارد کردن آن «ارزش‌ها» و «حساسیت‌هایی» که توسط تجاری‌گرایی و کارکردگرایی تحت‌الشعاع قرار گرفته‌اند، مشارکت داشت. او با برندهای پیشرو بین‌المللی از جمله: کارتیه، هرمس، واشرون کنستانتین، سواروفسکی، ونینی، و ساپریم همکاری داشت.
از سال ۱۹۸۹ میلادی تا زمان مرگش در میلان در سال ۲۰۱۹ میلادی، او فعالیت خود را در میلان، آتلیه مندینی، به همراه برادر کوچکترش فرانچسکو مندینی (متولد ۱۹۳۹ میلادی) اداره کرد.